# ワウンズ: 呪われたメッセージ
『ワウンズ: 呪われたメッセージ』（原題:Wounds）は2019年に配信された米英のホラー映画である。監督はババク・アンヴァリ、主演はアーミー・ハマーが務めた。本作はネイサン・バリングラッドが2015年に発表した小説『The Visible Filth』を原作としている。

## 概略
ニューオーリンズ。ある日の夜、バーテンダーのウィルは客同士の喧嘩に遭遇した。騒ぎの後始末をしていると、ウィルは客の一人が忘れていったと思しき携帯電話を発見した。ほどなくして、その携帯電話に謎のメッセージが送信されてくるようになった。薄気味悪く思ったウィルはそれ以上怪現象に関わりたくなかったが、恋人のキャリーが巻き込まれてしまったため、やむなく深入りすることになった。

## キャスト
- アーミー・ハマー - ウィル（吹替：川原元幸）
- ダコタ・ジョンソン - キャリー（吹替：嶋村侑）
- ザジー・ビーツ - アリシア（吹替：佐古真弓）
- カール・グルスマン - ジェフリー
- ブラッド・ウィリアム・ヘンケ - エリック（吹替：稲田徹）
- ジム・クロック - パトリック
- ルーク・ホークス - マーヴィン
- ケリー・ケイヒル - ロージー
- テレンス・ローズモア - デュアン・クロス
- ベン・サンダース - ジェイソン
- その他の日本語吹き替え‐下川涼、桜岡あつこ、橘潤二、白石兼斗、丸山智行、きそひろこ、広瀬淳、武蔵真之介、臼木健士朗、田島章寛、樋山雄作、岡本幸輔、熊谷海麗、夏目あり沙

## 製作
2018年2月7日、ババク・アンヴァリ監督の新作映画にアーミー・ハマーが起用されたとの報道があった。3月21日、ダコタ・ジョンソンとザジー・ビーツが本作に出演することになったと報じられた。4月、カール・グルスマン、ブラッド・ウィリアム・ヘンケ、ジム・クロックがキャスト入りした。

## 公開・マーケティング
2019年1月26日、本作はサンダンス映画祭でプレミア上映された。5月22日、第72回カンヌ国際映画祭の監督週間で、本作の上映が行われた。
当初、アンナプルナ・ピクチャーズは本作を2019年3月29日に全米公開する予定だったが、後に公開スケジュールから同作を引き上げた。アメリカでは2019年10月18日にHuluで配信された。アメリカ以外では Netflixが同日に公開した。

## 評価
本作に対する批評家からの評価は平凡なものに留まっている。映画批評集積サイトのRotten Tomatoesには26件のレビューがあり、批評家支持率は54%、平均点は10点満点で5.34点となっている。サイト側による批評家の見解の要約は「『ワウンズ: 呪われたメッセージ』には迫り来る邪悪さのような魅力が欠けているわけではないし、才能豊かな出演者たちは健闘している。しかし、同作のストーリーは観客を心の底からぞっとさせるレベルには至っていないため、彼/彼女らの努力は水の泡になっている。」となっている。また、Metacriticには9件のレビューがあり、加重平均値は49/100となっている。